# Ramsa
Ramsa (arabsky الرمثا ar-Ramtha) je město v Jordánsku v governorátu Irbid. Nachází se na samém severozápadě Jordánska. Na 40 km² tu žije 120 000 obyvatel. V době římské se město nazývalo Ramatha. Římané město využívali jako dopravní uzel a na různých místech zde byly nalezeny památky z doby římské říše. Po dobytí muslimy také sloužilo jako dopravní křižovatka mezi Arábií a Sýrií. Ekonomika města se spoléhá na průmysl. Ramsa je nedaleko od hranice se Sýrií a na druhé straně hranice se nachází syrské město Dar'á. To v nedávné době městu přineslo také problémy, když ho počínaje rokem 2011 zaplavilo množství uprchlíků prchajících před syrskou občanskou válkou.